# Err
Err (Er en catalán) es una localidad  y comuna francesa, situada en el departamento de Pirineos Orientales en la región de Languedoc-Rosellón y comarca de la Alta Cerdaña.
A sus habitantes se les conoce por el gentilicio de errois en francés y erenc, erenca en catalán.

## Geografía

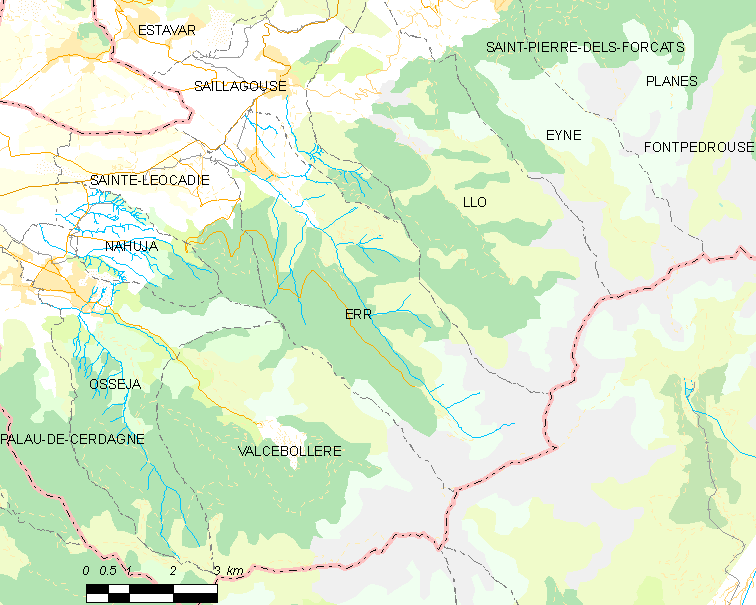
Situación de Err

## Demografía
| 267 | 352 | 370 | 408 | 398 | 551 |
| Para los censos de 1962 a 1999 la población legal corresponde a la población sin duplicidades (Fuente: INSEE [Consultar]) |     |     |     |     |     |

## Lugares de interés
- Iglesia, del siglo XVII, clasificada Monument historique.
- Estación de esquí Puigmal 2900
- Espacio aqua-lúdico

## Cultura popular
En la localidad se celebra anualmente la fiesta popular de la cerveza.